# Graciela Paraskevaídis
Graciela Paraskevaidis (1940, Buenos Aires – 2017, Montevideo) va ser una compositora i pedagoga argentina nacionalitazada uruguaiana. Va estudiar piano i composició al Conservatori Nacional de l'Argentina. Va estudiar al Centre Llatinoamericà d'Alts Estudis Musicals de l'Institut Di Tella de Buenos Aires, al Servei Alemany d'Intercanvi Acadèmic i a l'Escola Superior de Música de Fririburgo.
Va desenvolupar activitats com a compositora, musicòloga i pedagoga. Va formar part de l'equip d'organització dels Cursos Llatinoamericans de Música Contemporània, del Nucli de Música de Montevideo i de la Societat Uruguaia de Música Contemporània.